# Labuť (Bílovec)
Labuť (deutsch Wipplarsdorf) ist eine Grundsiedlungseinheit der Stadt Bílovec in Tschechien. Sie liegt einen Kilometer südwestlich von Bílovec und gehört zum Okres Nový Jičín.

## Geographie
Das Straßendorf Labuť erstreckt sich an einer Anhöhe der Vítkovská vrchovina (Wigstadtler Bergland). Westlich des Dorfes liegt das Tal des Baches Jablůňka, im Norden das Tal der Bílovka (Wagbach). Durch den Ort führt die Staatsstraße II/647 zwischen Fulnek und Bílovec. Nordöstlich von Labuť befindet sich der Bahnhof Bílovec an der Bahnstrecke Studénka–Bílovec. Das Dorf liegt im Naturpark Oderské vrchy.
Nachbarorte sind Jablůňka im Norden, Bílovec im Nordosten, Velké Albrechtice im Osten, Studénka und Butovice im Südosten, Bílov im Süden, Pohořílky, Jílovec und Hubleska im Südwesten, Bravinné im Westen sowie Stará Ves im Nordwesten.

## Geschichte
Die Kolonie Wipplarsdorf wurde 1788 durch die k.k. Staatsgüterverwaltung Jičín im Zuge der Raabisation auf den parzellierten Fluren des zum Staatsgut Petrowitz gehörigen ehemaligen Klosterhofes Bielau gegründet. Auf den 258 ha umfassenden Klosterhofsfluren entstanden eine Erbrichterei mit 8 ha Land sowie 20 Kleinbauernstellen mit 2–3 ha Land. 
1825 verkaufte die k. k. Staatsgüterveräußerungskommission die schlesischen Güter des ehemaligen Augustinerstiftes Fulnek als Gut Luk und Petrowitz an den Besitzer der Primogenitur-Pekuniar-Fideikommissherrschaft Fulnek mit Groß Glockersdorf, Klein Glockersdorf und Stettin, Karl Joseph Czeike von Badenfeld.
Im Jahre 1834 bestand das am Hang gelegene Dorf Wipplarsdorf aus 21 Häusern, in denen 136 deutschsprachige Personen lebten. Im Ort gab es eine Schule. Haupterwerbsquellen waren der Ackerbau und der Tagelohn. Pfarrort war Wagstadt. 1842 erwarb Christian Freiherr von Stockmar die Herrschaften Fulnek und Petrowitz; er verlegte die Verwaltung der Minderherrschaft Petrowitz von Luk nach Fulnek.
Nach der Aufhebung der Patrimonialherrschaften bildete Wipplarsdorf / Wiplarsdorf ab 1849 einen Ortsteil der Gemeinde Bielau / Bílov im Gerichtsbezirk Wagstadt. Ab 1869 gehörte Wipplarsdorf zum Bezirk Troppau. In den 1870er Jahren wurde der tschechische Ortsname in Labuť geändert. 1896 wurde Wipplarsdorf dem neu gebildeten Bezirk Wagstadt zugeordnet. Beim Zensus von 1921 lebten in den 21 Häusern des Dorfes 139 Menschen, darunter 116 Deutsche und 21 Tschechen. Im Jahre 1930 hatte Wipplarsdorf 126 Einwohner. Nach dem Münchner Abkommen wurde das Dorf 1938 dem Deutschen Reich zugesprochen und gehörte bis 1945 zum Landkreis Wagstadt. 
Anfang 1945 geriet Wipplarsdorf in die Kampfhandlungen der Mährisch-Ostrauer Operation. Nach dem Rückzug der deutschen Truppen aus Wagstadt besetzten diese die Höhen bei Wipplarsdorf und Bielau. Beim Bombardement der Straße nach Wipplarsdorf starben mehrere Menschen, etliche Gebäude wurde zerstört oder beschädigt. Nach dem Ende des Zweiten Weltkrieges kam Labuť zur Tschechoslowakei zurück; die meisten der deutschsprachigen Bewohner wurden 1946 vertrieben und das Dorf mit Tschechen aus der Gegend von Bílovec, der Walachei und der Slowakei neu besiedelt. 1954 wurde Labuť nach Bílovec umgemeindet. Bei der Gebietsreform von 1960 wurde der Okres Bílovec aufgehoben und Labuť in den Okres Nový Jičín eingegliedert. Mit Beginn des Jahres 1979 verlor Labuť den Status eines Ortsteils von Bílovec.

## Ortsgliederung
Die Grundsiedlungseinheit Labuť ist Teil des Ortsteils Bílovec.
Labuť bildet den Katastralbezirk Labuť u Bílovce.

## Sehenswürdigkeiten
- Kapelle
- Zwei Bildstöcke